# Luyana
Le luyana (ou luyi) est une langue bantoue parlée par les Luyanas, un sous-groupe des Lozis, surtout en Zambie, également en Angola, au Botswana et en Namibie.